# Thực dân Tây Ban Nha tại châu Mỹ

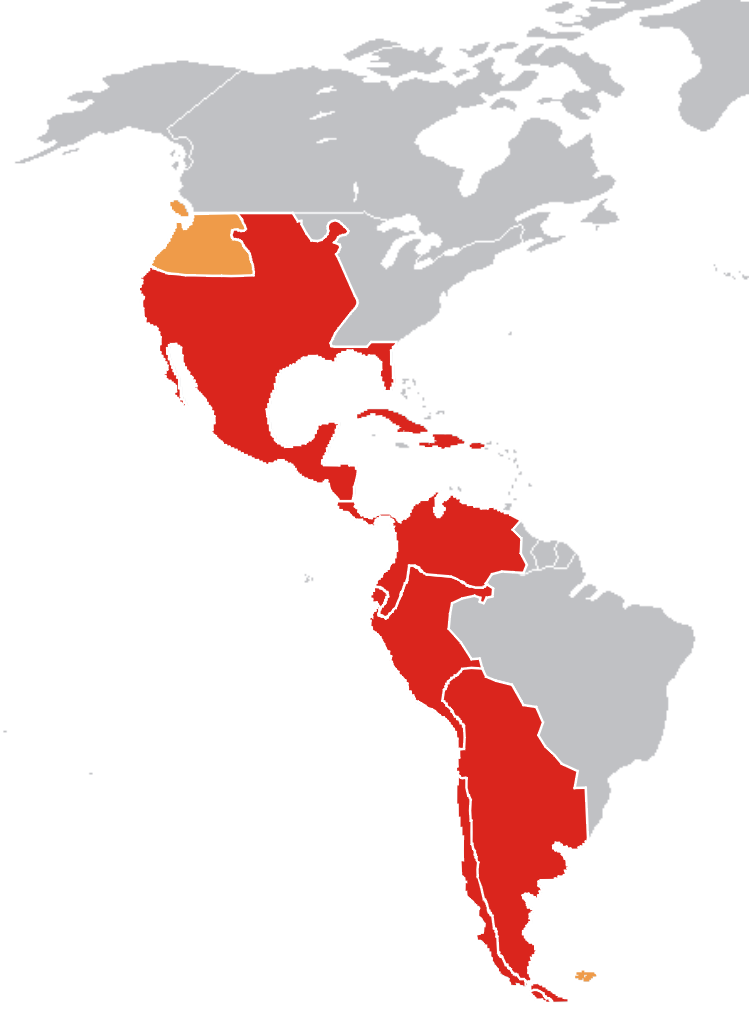
Bản đồ các thuộc địa châu Mỹ của Tay Ban Nha vào thế kỷ 18.

Thuộc địa Tây Ban Nha ở Châu Mỹ dùng để chỉ tên tập thể của các thuộc địa thuộc sở hữu của Tây Ban Nha tại châu Mỹ từ cuối thế kỷ 15 đến thế kỷ 19. Trong ba thế kỷ mà Cristoforo Colombo đổ bộ vào châu Mỹ vào năm 1492, Tây Ban Nha tiếp tục chinh phục và xâm chiếm lục địa Mỹ và Caribe, chiếm hầu hết các đảo Caribe (Tây Ấn), México và hầu hết các vùng của Nam Mỹ, người Mỹ trung tâm khu vực, Bắc Mỹ, phía tây Thái Bình Dương bờ biển (trực tiếp tại Alaska) và nội địa trung Bắc Mỹ. Đầu thế kỷ 19, các phong trào độc lập nổ ra ở Tây Mỹ và Tây Ban Nha mất các thuộc địa trên lục địa Mỹ. Thất bại của Tây Ban Nha trong Chiến tranh Tây Ban Nha–Mỹ năm 1898 khiến nước này mất Cuba và Puerto Rico trên biển Caribe và cuối cùng chấm dứt sự thống trị của thực dân Tây Ban Nha tại châu Mỹ. Các quốc gia mới chuyển đổi từ các thuộc địa ban đầu của Tây Ban Nha. Về cơ bản kế thừa tiếng Tây Ban Nha và tôn giáo, và bây giờ Mỹ Latinh đã trở thành một phần của văn hóa Tây Ban Nha (Mỹ Latinh cũng bao gồm Brasil và cựu thuộc địa Bồ Đào Nha khác thuộc thuộc khu vực này).

## Phó vương quốc
Từ năm 1535, để cai trị châu Mỹ, Tây Ban Nha đã thành lập bốn phó vương quốc:
- Phó vương quốc Tân Tây Ban Nha: thủ đô là thành phố México, được thành lập năm 1535, cai trị Tân Tây Ban Nha (México ngày nay), Trung Mỹ và Caribe, Philippines và những nơi khác.
- Phó vương quốc Peru: thủ đô là Lima, được thành lập năm 1542. Nó cai trị toàn bộ khu vực phía tây Nam Mỹ. Sau khi thành lập hai phó vương quốc ở Nam Mỹ vào thế kỷ 18, quyền tài phán đã bị giảm theo.
- Phó vương quốc Tân Granada: thủ đô là Bogotá, được thành lập vào năm 1718, cai trị Colombia, Venezuela và Ecuador.
- Phó vương quốc Río de la Plata: thủ đô là Buenos Aires, được thành lập năm 1776 và cai trị Argentina, Uruguay, Paraguay và Bolivia.

Ngoài ra, còn có Chính phủ Dudu thuộc văn phòng phó vương. Có bốn Chính phủ thủ đô ở Nam Mỹ: Guatemala (1527), Cuba (1777), Venezuela (1773) và Chile (1778). Năm 1764, Tây Ban Nha đã ra mắt Hệ thống thẩm vấn Hoàng gia ở các thuộc địa của Mỹ, với 12 nhà thẩm vấn mới ở Tây Ban Nha và 8 nhà thẩm vấn ở La Plata. Sau Chiến tranh giành độc lập Tây Mỹ, chính quyền tương ứng và các bộ phận hành chính khác đã không còn tồn tại, nhưng nó ảnh hưởng sâu sắc đến ranh giới và phân chia hành chính giữa các quốc gia độc lập mới.